# スキャンダル (1989年の映画)
『スキャンダル』（原題：Scandal）は、1989年制作のイギリス映画。マイケル・ケイトン＝ジョーンズ監督。
1962年、イギリス全土を揺るがし、時のハロルド・マクミラン政権を退陣に追い込んだ国家機密漏洩疑惑「プロヒューモ事件」を、事件の当事者となったコールガール、クリスティーン・キーラーを中心に描いた作品。

## スタッフ
- 監督：マイケル・ケイトン＝ジョーンズ
- 製作：スティーヴン・ウーリー
- 製作総指揮：ニック・パウエル、ジョー・ボイド
- 脚本：マイケル・トーマス
- 撮影：マイク・モロイ
- 音楽：カール・デイヴィス
- 編集：アンガス・ニュートン

## キャスト
| 役名                         | 俳優                             | 日本語吹替                     | 日本語吹替                                                                                       |
| 役名                         | 俳優                             | テレビ東京旧版                 | テレビ東京新版                                                                                   |
| ---------------------------- | -------------------------------- | ------------------------------ | ------------------------------------------------------------------------------------------------ |
| スティーヴン・ウォード       | ジョン・ハート                   | 小川真司                       | 内田直哉                                                                                         |
| クリスティーン・キーラー     | ジョアンヌ・ウォーリー＝キルマー |                                | 生天目仁美                                                                                       |
| マンディ・ライス・デイヴィス | ブリジット・フォンダ             |                                | 落合るみ                                                                                         |
| ジョン・プロヒューモ         | イアン・マッケラン               |                                | 上田敏也                                                                                         |
| エフゲニー・イワノフ         | ジェローン・クラッベ             |                                | 石波義人                                                                                         |
| アスター卿                   | レスリー・フィリップス           |                                | 小島敏彦                                                                                         |
| マリエラ・ノヴォトニー       | ブリット・エクランド             |                                | 江川泰子                                                                                         |
| グリフィス＝ジョーンズ       | ダニエル・マッセイ               |                                | 仲野裕                                                                                           |
| ジョニー・エッジコム         | ローランド・ギフト               |                                | 諸角憲一                                                                                         |
| ポール・マン                 | ラルフ・ブラウン                 |                                | 江川央生                                                                                         |
| その他                       |                                  |                                | 好村俊子 藤本譲 秋元羊介 西凛太朗 金子由之 大橋世津 永田亮子 石塚さより 椿理沙 小原雅一 新垣樽助 |
|                              |                                  |                                |                                                                                                  |
| 演出                         |                                  |                                | 清水勝則                                                                                         |
| 翻訳                         |                                  |                                | 日笠千晶                                                                                         |
| 調整                         |                                  |                                | 佐竹徹也                                                                                         |
| 効果                         |                                  |                                | 南部満治                                                                                         |
| 担当                         |                                  |                                | 田部井武雄 榎本隆                                                                                |
| プロデューサー               |                                  |                                | 五十嵐智之 寺原洋平                                                                              |
| 解説                         |                                  | 木村奈保子                     |                                                                                                  |
| 制作                         |                                  |                                | テレビ東京 ザック・プロモーション                                                                |
| 初回放送                     |                                  | 1991年5月16日 『木曜洋画劇場』 | 2004年12月10日 『ミッドナイトシネマ』                                                            |